# Vladimir Šenauer
Vladimir "Geza" Šenauer (29 de noviembre de 1930 – 5 de enero de 2013) fue un futbolista profesional de Croacia.

## Juventud y vida personal
Šenauer nació en Split de Geza Šenauer, comerciante judió de cuero en Daruvar, y Zorka. Fue criado por su familia judía. Su padre era dueño de la boutique y quiosco de prensa en Split. Durante la Segunda Guerra Mundial, un oficial de la armada italiana protegió a la familia Šenauer de las persecuciones. En 1943, les aconsejó dejar Split antes que los nazis y los ustacha. En septiembre de 1943, el Estado Independiente de Croacia se hizo cargo de la división de los fascistas italianos, por lo que Šenauer y su familia huyeron a esconderse en la isla de Vis. Después se escaparon a Bari, Italia. La abuela paternal de Šenauer y la mayor parte de su familia más cercana y más amplia murieron durante el holocausto. Šenauer volvió a Split en 1947, unos días antes que su padre.

## Carrera futbolística
Pasó la mayor parte de su carrera como jugador en su club natal HNK Hajduk Split ganando tres ligas nacionales. También ganó una copa nacional mientras jugaba con el OFK Belgrado, curiosamente ganando en la final a su equipo anterior, el Hajduk. Antes de terminar su carrera también estuvo una temporada en el extranjero con el FC Kärnten, antes de volver al RNK Split para terminar su carrera. Después de retirarse, ocupó un alto cargo del Hajduk, y entre 1979 y 1990 fue el director del estadio del Hajduk, Poljud.

## Clubes
| Club             | País    | Año         |
| ---------------- | ------- | ----------- |
| HNK Hajduk Split | Croacia | 1950 - 1954 |
| OFK Belgrado     | Croacia | 1955 – 1957 |
| HNK Hajduk Split | Croacia | 1957 - 1962 |
| FC Kärnten       | Austria | 1962 - 1964 |
| RNK Split        | Croacia | 1964 - 1965 |

## Muerte
Šenauer falleció el 5 de enero de 2013 en Split, y fue enterrado en el cementerio de Lovrinac.